# David Popovici
David Popovici, né le 15 septembre 2004 à Bucarest, est un nageur roumain spécialiste des épreuves de nage libre. Il compte quatre titres mondiaux en grand bassin et est le détenteur du record d'Europe du 100 mètres nage libre, une épreuve dont il a détenu le record du monde entre août 2022 et février 2024.

## Biographie
David Popovici participe aux Jeux olympiques de Tokyo. Lors de ces Jeux, il se classe quatrième du 200 mètres nage libre et septième du 100 mètres nage libre. Sur le 200 mètres, il est privé de podium pour deux centièmes de seconde par le Brésilien Fernando Scheffer et son temps de 1 min 44 s 68 constitue un nouveau record de Roumanie et un nouveau record d'Europe junior.
Il remporte en 2022 son premier titre mondial lors du 200 mètres nage libre. Son temps de 1 min 43 s 21 constitue le nouveau record du monde junior. Il remporte ensuite le 100 mètres nage libre en 47 s 58. Il réalise ainsi un doublé 100 mètres/200 mètres aux championnats du monde, une performance qui n'avait pas été réalisée depuis 1973 et l'Américain Jim Montgomery.
En nageant 46 s 98 le 12 août 2022 lors de la demi-finale des championnats d'Europe disputés à Rome, il devient le plus jeune nageur à passer sous les 47 secondes sur le 100 mètres nage libre et établit un nouveau record d'Europe,. Lors de la finale de ce championnat, le 13 août 2022, il s'adjuge le titre et le record du monde avec un temps de 46 s 86. Il remporte deux jours plus tard le 200 mètres nage libre en réalisant 1 min 42 s 97. Ce temps constitue un nouveau record du monde junior et la meilleure performance de l'histoire de la discipline hors combinaisons en polyuréthane. Popovici réalise donc un doublé 100/200 mètres nage libre qui n'avait pas été réussi aux Championnats d'Europe depuis Pieter van den Hoogenband en 2002. En décembre, il obtient la médaille d'argent du 200 mètres nage libre lors des championnats du monde en petit bassin de Melbourne.
Les championnats du monde 2023 sont pour lui un échec. Sur 200 mètres nage libre, il est en tête en finale avant de défaillir dans la dernière longueur et de terminer quatrième en 1 min 44 s 90. Sixième ensuite du 100 mètres nage libre, il indique après ces courses vouloir « prendre du temps pour lui, se vider la tête » ainsi qu'avoir « besoin de [s]'entraîner plus et surtout d'être plus cohérent ». En fin d'année, il participe aux championnats d'Europe en petit bassin disputés « à domicile » à Otopeni. Alors qu'il reconnaît publiquement subir le poids du stress dans cet évènement et ne pas apprécier le format de course en bassin de 25 mètres, il est quatrième du 200 mètres nage libre puis médaillé de bronze sur 100 mètres nage libre.
En février 2024, il perd le record du monde du 100 mètres nage libre au profit du Chinois Pan Zhanle qui réalise 46 s 80.
Le 29 juillet 2024, il remporte la médaille d’or de l’épreuve du 200 mètres nage libre aux Jeux olympiques d'été de 2024.
Le 31 juillet 2024, il remporte la médaille de bronze de l’épreuve du 100 mètres nage libre aux Jeux olympiques d'été de 2024.

## Palmarès

### Jeux olympiques
| Épreuve / Édition | Tokyo 2020             | Paris 2024       |
| 50 m nage libre   | 40e des séries 22 s 77 | -                |
| 100 m nage libre  | 7e 48 s 04             | Bronze 47 s 49   |
| 200 m nage libre  | 4e 1 min 44 s 68 (RN)  | Or 1 min 44 s 72 |

### Championnats du monde

#### En grand bassin
| Épreuve / Édition | Budapest 2022          | Fukuoka 2023     | Singapour 2025   |
| 100 m nage libre  | Or 47 s 58             | 6e 47 s 83       | Or 46 s 51       |
| 200 m nage libre  | Or 1 min 43 s 21 (RMJ) | 4e 1 min 44 s 90 | Or 1 min 43 s 53 |

#### En petit bassin
| Épreuve / Édition | Abou Dabi 2021               | Melbourne 2022               |
| 100 m nage libre  | -                            | 4e 45 s 64 (RMJ, RN)         |
| 200 m nage libre  | 14e des séries 1 min 43 s 62 | Argent 1 min 40 s 79         |
| 400 m nage libre  | 32e des séries 3 min 46 s 08 | 31e des séries 3 min 58 s 48 |

### Championnats d'Europe

#### En grand bassin
| Épreuve / Édition | Rome 2022                   | Belgrade 2024    |
| 100 m nage libre  | Or 46 s 86 (RM)             | Or 46 s 88       |
| 200 m nage libre  | Or 1 min 42 s 97 (RMJ)      | Or 1 min 43 s 13 |
| 400 m nage libre  | 4e des séries 3 min 47 s 99 | -                |

#### En petit bassin
| Épreuve / Édition | Kazan 2021                   | Otopeni 2023     |
| 100 m nage libre  | 10e des demi-finales 47 s 21 | Bronze 46 s 05   |
| 200 m nage libre  | Or 1 min 42 s 12             | 4e 1 min 41 s 52 |
| 400 m nage libre  | 26e des séries 3 min 48 s 19 | -                |

## Records

### Records personnels
Ces tableaux détaillent les records personnels de David Popovici en grand et petit bassin. L'indication RM signifie que le record personnel du Roumain constitue l'actuel record du monde de l'épreuve en question, RE désignant l'actuel record d'Europe.
| Épreuve          | Temps         | Compétition                            | Lieu         | Date         |
| 100 m nage libre | 46 s 86 - RE  | Championnats d'Europe de natation 2022 | Rome, Italie | 13 août 2022 |
| 200 m nage libre | 1 min 42 s 97 | Championnats d'Europe de natation 2022 | Rome, Italie | 15 août 2022 |

| Épreuve          | Temps         | Compétition                                            | Lieu                 | Date             |
| 100 m nage libre | 45 s 64       | Championnats du monde de natation en petit bassin 2022 | Melbourne, Australie | 15 décembre 2022 |
| 200 m nage libre | 1 min 40 s 79 | Championnats du monde de natation en petit bassin 2022 | Melbourne, Australie | 18 décembre 2022 |

### Records du monde battus
Ce tableau détaille le record du monde battu par David Popovici durant sa carrière.
| Épreuve                          | Temps   | Compétition                            | Lieu         | Date         |
| 100 m nage libre en grand bassin | 46 s 86 | Championnats d'Europe de natation 2022 | Rome, Italie | 13 août 2022 |